# غزة الآن
شبكة أخبار غزة الآن هي وكالة أنباء فلسطينية مقرها في غزة. تعد القناة وصفحاتها من بين القنوات الأكثر شعبية في غزة، وقد تزايدت شعبيتها بسرعة خلال الحرب الفلسطينية الإسرائيلية عام 2023.

## تاريخ
تأسست قناة غزة الآن عام 2006، وتبث على القمر الصناعي نايل سات. تقدم بعض البرامج الترفيهة والأخبار المتعلقة بغزة. وتبث القناة الفضائية أحداث الحرب الفلسطينية الإسرائيلية 2023 على مدار اليوم دون توقف. وتبث أحداث يومية تجري في كافة أنحاء دولة فلسطين مع برامج إخبارية وسياسية وثقافية ورياضية متنوعة.
مؤسس شركة غزة الآن هو مصطفى عياش، ناشط مستقل. وقتل الاحتلال الإسرائيلي عائلته بعد قصف منزل والده يوم 22 نوفمبر 2023 في النصيرات وسط غزة. استشهد والداه وأمه وأبوه، بالإضافة إلى أخواته وأزواجهن وإخوتهن وزوجاتهن وأولادهن.
منذ انطلاقتها في العام 2006 دأبت "وكالة غزة الآن الإخبارية" على نشر الأخبار على مدار الساعة باللغتين العربية والإنجليزية، (وترجمة الأخبار باللغة العبرية للغتين العربية والانجليزية) وتعتبر من أكثر المواقع الإلكترونية التي يزورها القراء في الأراضي الفلسطينية إذ يفوق عدد زوار الموقع ثلاثة ملايين شهريا.
وباعتبارها المصدر الرئيسي في فلسطين الذي ينقل الأخبار بحيادية، فقد أصبحت وكالة "غزة الأن الإخبارية" الخيار الأول للمعلومة بالنسبة لعدد كبير من الفلسطينيين في الداخل والخارج، كما أن عدد قرائها على الصعيد العالمي في تزايد مستمر حيث أنها تستهوي العديد من وكالات الأنباء العالمية فيما يخص الشأن الفلسطيني.
"وكالة غزة الآن الإخبارية"، هي مؤسسة إعلامية غير ربحية تأسست عام 2006 بهدف تعزيز الإعلام المستقل في فلسطين، وإقامة علاقات بين وسائل الإعلام المحلية والإقليمية والدولية وكذلك الرفع من حرية الكلمة والتعددية في التغطية الإعلامية كعناصر محورية لتعزيز مفهوم الديمقراطية وحقوق الإنسان. "وكالة غزة الآن" عبارة عن كيان مشترك يضم عددا من الصحفيين المستقلين في أنحاء فلسطين و ايضا مع ضمها "وكالة غزة الآن الإخبارية" الإخبارية، فإن هذه الاخيرة لها نشاطات أخرى مثل السوشال ميديا و صفحة وكالة غزة الآن الإخبارية وتضم أكثر من ستة ملايين ونصف متابع، وعلى تويتر وقناة خاصة باليوتيوب , وقناة غزة الآن على التيلجرام يتابعها 2 مليون وتعتبر أكبر قناة في الشرق الأوسط .
تقدم "وكالة غزة الآن الإخبارية" الإخبارية تقاريرها الإخبارية بكل مهنية لقرائها المحليين، والعالميين، كما تقدم الموضوعات المميزة والتحقيقات الصحفية، والتحاليل الإخبارية والمقالات التي يقدمها نخبة من الكتاب.
وإن "وكالة غزة الآن الإخبارية" تتوخى أقصى درجات الحيادية في سياستها لتحرير الأخبار، وتهدف تسهيل وصول المعلومة وتعزيز حرية الرأي والتعددية الإعلامية في فلسطين. ومن خلال صفحتها باللغة الإنجليزية تكافح "وكالة غزة الآن الإخبارية" لتقدم للقارئ العالمي صورة عن مظاهر الحياة في فلسطين من عدة جوانب ولتوفر كذلك منبرا يستطيع من خلاله الفلسطينيون أن يخاطبوا المجتمع الدولي.
تغطي "وكالة غزة الآن الإخبارية" الأخبار السياسية، والاقتصادية، والثقافية، والرياضية من كافة محافظات الضفة الغربية وقطاع غزة والمناطق المحتلة داخل الخط الأخضر، بالإضافة إلى آخر التطورات في الشأن الإسرائيلي. وتقدم بذلك آخر المستجدات على صعيد الصعيد المحلي وتطورات مسيرة العودة.
كما تقوم باستمرار بترجمة مقتطفات من الصحافة العبرية لتقديمها للقراء باللغة العربية، وتقدم مقالات أدبية وتحقيقات مميزة حول مواضيع متنوعة تتراوح بين شؤون الأسرى إلى المشاريع الرامية إلى تطوير الاقتصاد. ومن أجل تقديم هذه التغطية الشاملة، تتواصل "وكالة غزة الآن الإخبارية" مع مجموعة من المراسلين المؤهلين ومثلهم من المصورين المنتشرين في كافة المدن الرئيسية في فلسطين. ويعمل هؤلاء بالتنسيق مع المحررين، والمترجمين والطواقم الأخرى في المكاتب الرئيسية للوكالة في مدينة غزة والمحافظات على مستوى الوطن.
وتماشيا مع رغبة الجمهور في الاطلاع على آخر الأنباء عما يجري في فلسطين، تقوم "وكالة غزة الآن الإخبارية" بإرسال رسائل قصيرة SMS عبر مواقع التواصل الاجتماعي (تويتر) تتضمن الأخبار العاجلة عما يدور في فلسطين لمشتركيها على هواتفهم النقالة كي يواكبوا آخر التطورات. وهذه الرسائل ترسل باللغة العربية والإنجليزية للمشتركين الذي يستخدمون شبكة الهواتف الخلوية الفلسطينية، وهذه الخدمة تغطي الأخبار السياسية والاجتماعية، والاقتصادية وكذلك الرياضية. كما تقدم قناة بثا مباشرا باسمها"وكالة غزة الآن الإخبارية".

## روابط خارجية
- الموقع الرسمي
 باللغة العربية